# Sluten central rundad vokal
Sluten central rundad vokal är ett språkljud. Det skrivs i internationella fonetiska alfabetet med tecknet [ʉ]. Den långa varianten av det svenska /u/-fonemet realiseras som [ʉ]. Den korta varianten realiseras som [ɵ], en mellansluten central rundad vokal.